# Sealand címere

Sealand címere

Sealand címere egy átlósan sávos pajzs. Kétoldalt egy-egy oroszlán tartja, melyek alsóteste sellő. A pajzs felett hercegi korona és korong lakú legyező látható. Alul, kék szalagon olvasható a hercegség mottója: „E Mare Libertas” (Szabadság a tengertől).